# Schuldienerwohnhaus
Das Schuldienerwohnhaus ist ein Bauwerk in Darmstadt.

## Geschichte und Beschreibung
Im Zuge der Erbauung der Diesterwegschule 1901 bis 1903 wurde auch das Schuldienerwohnhaus im ländlichen Villenstil erbaut.
Das Gebäude gehört stilistisch zum gründerzeitlichen kubischen Typus.
Typische Details sind:
- zweieinhalbgeschossiges Gebäude
- Bossenmauerwerksockel
- die Dachzone ziert ein Schmuckfachwerk
- eine Hausecke ist als Turm angedeutet
- schiefergedecktes Dach

## Denkmalschutz
Das Schuldienerwohnhaus bildet einen markanten städtebaulichen Akzent und ist ein typisches Beispiel für den Landhausstil in Darmstadt.
Aus architektonischen und stadtgeschichtlichen Gründen ist das Gebäude ein Kulturdenkmal.